# NGC 6947
NGC 6947 ist eine Balken-Spiralgalaxie vom Hubble-Typ SBb im Sternbild Mikroskop am Südsternhimmel. Sie ist schätzungsweise 251 Millionen Lichtjahre von der Milchstraße entfernt.
Das Objekt wurde am 28. September 1834 von John Herschel entdeckt.